# Lester Hudson

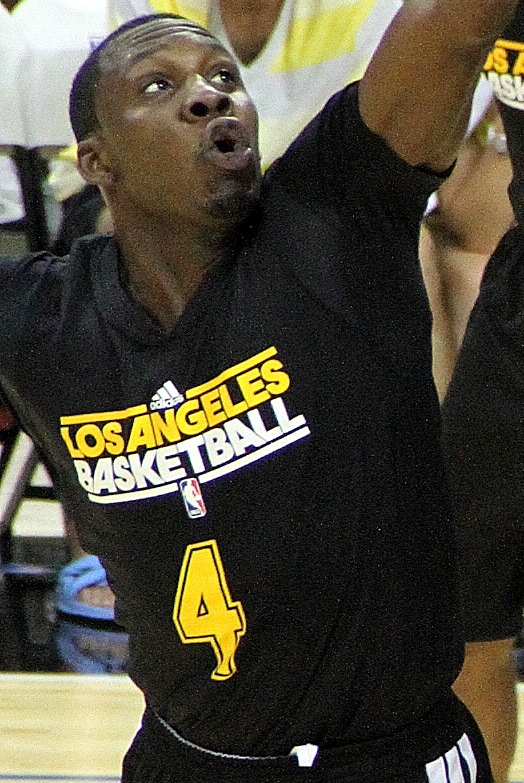
Lester Hudson em 2013, jogando a Summer League pelo Los Angeles Lakers

Lester Hudson (Memphis, Tennessee, 7 de agosto de 1984) é um jogador norte-americano de basquete profissional que atualmente joga pelo Liaoning Flying Leopards na Liga Chinesa (CBA).

## Estatísticas na NBA

### Temporada regular
| Ano     | Equipe        | PJ | PT | MPP  | %TC  | %3P  | %TL  | RPP | APP | ROB | TPP | PPP  |
| ------- | ------------- | -- | -- | ---- | ---- | ---- | ---- | --- | --- | --- | --- | ---- |
| 2009-10 | Boston        | 16 | 0  | 4.4  | .389 | .600 | .833 | .5  | .5  | .2  | .1  | 1.4  |
| 2009-10 | Memphis       | 9  | 0  | 6.8  | .400 | .182 | .857 | 1.1 | .6  | .6  | .1  | 4.0  |
| 2010-11 | Washington    | 11 | 0  | 6.6  | .250 | .267 | .500 | .5  | 1.5 | .4  | .1  | 1.6  |
| 2011-12 | Cleveland     | 13 | 0  | 24.2 | .391 | .246 | .842 | 3.5 | 2.7 | 1.1 | .2  | 12.7 |
| 2011-12 | Memphis       | 3  | 0  | 6.7  | .273 | .333 | .667 | .0  | .3  | .0  | .0  | 3.0  |
| 2014-15 | L.A. Clippers | 5  | 0  | 11.2 | .429 | .500 | .750 | 1.6 | 1.0 | 1.2 | .2  | 3.6  |
| Total   |               | 52 | 0  | 10.3 | .375 | .277 | .806 | 1.4 | 1.2 | .6  | .1  | 4.7  |

### Playoffs
| Ano     | Equipe        | PJ | PT | MPP | %TC  | %3P  | %TL | RPP | APP | ROB | TPP | PPP |
| ------- | ------------- | -- | -- | --- | ---- | ---- | --- | --- | --- | --- | --- | --- |
| 2014-15 | L.A. Clippers | 7  | 0  | 5.4 | .429 | .286 | -   | .1  | 1.0 | .3  | .1  | 2.0 |
| Total   |               | 7  | 0  | 5.4 | .429 | .286 | -   | .1  | 1.0 | .3  | .1  | 2.0 |